# XFrames
XFrames ist eine vom W3C entwickelte XML-Anwendung. Sie wird dazu genutzt, mehrere Dokumente miteinander zu kombinieren. XFrames ist als Ersatz für HTML-Frames vorgesehen. Seit Februar 2008 hat XFrames den Status eines W3C-Arbeitsentwurfes.
Die Urheber des Entwurfes wollten mit XFrames einige Probleme, die auf derzeitige HTML-Frames zurückzuführen sind, lösen. Darunter sind:
- Der Zurück-Button des Webbrowsers funktioniert bei normalen Frames nicht mehr intuitiv.
- Es ist nicht möglich, für Dokumente in Frames Lesezeichen hinzuzufügen.
- Manchmal kommt es zu unerwünschten Ergebnissen, wenn das Frameset neu geladen wird.
- Es ist auch möglich, in einem Frameset gefangen zu sein, wodurch man die Orte der einzelnen Dokumente nicht mehr nachvollziehen kann. Dies ist als Sicherheitsrisiko anzusehen.